# Thomas Bulfinch
Thomas Bulfinch (Newton, 15 luglio 1796 – 27 maggio 1867) è stato uno scrittore e bancario statunitense.

## Biografia
Bulfinch apparteneva ad una famiglia borghese di Boston di mezzi modesti ma di elevata cultura. Suo padre era Charles Bulfinch, l'architetto della Massachusetts State House a Boston e di parti del Campidoglio a Washington.
Bulfinch si formò presso la Boston Latin School, la Phillips Exeter Academy e l'Harvard College, dove si laureò nel 1814.
Bulfinch si manteneva grazie al suo lavoro presso la Merchants' Bank di Boston.

## LaBulfinch's Mythology(Mitologia di Bulfinch)
Sebbene Thomas Bulfinch abbia riorganizzato i Salmi per illustrare la storia degli ebrei, egli è maggiormente conosciuto come autore della Bulfinch's Mythology, una raccolta del 1881 dei suoi precedenti lavori:
1. The Age of Fable, or Stories of Gods and Heroes (1855)
2. The Age of Chivalry, or Legends of King Arthur (1858)
3. Legends of Charlemagne, or Romance of the Middle Ages (1863)

La Bulfinch's Mythology è un classico lavoro di mitologia resa popolare, tuttora ristampata, a distanza di oltre 150 anni da quando la sua prima opera, Age of Fable, fu pubblicata nel 1855.
La raccolta, strutturata postuma da Edward Everett Hale, include vari racconti appartenenti alle tradizioni mitologiche rispettivamente note come Matter of Rome ("Argomenti di Roma"), Matter of Britain ("Argomenti di Bretagna") e Matter of France ("Argomenti di Francia").
Bulfinch nella sua prefazione scrisse:
Il volume originale fu dedicato a Henry Wadsworth Longfellow e si descriveva sul frontespizio come un "Attempt To Popularize Mythology, And Extend The Enjoyment Of Elegant Literature."
Nella sua prefazione Bulfinch esplicitava il suo scopo, che era:
Il suo elogio funebre poneva in evidenza che i contenuti erano stati "depurati di tutto ciò che sarebbe potuto essere offensivo".
Le versioni dei miti classici fornite da Bulfinch sono quelle di Ovidio e Virgilio. Quelle dei miti nordici sono ripresi da un lavoro di Paul-Henri Mallet (1730–1807), un professore di Ginevra, tradotto dal vescovo e poeta Thomas Percy con il titolo Northern Antiquities (Londra, 1770, più volte ristampato).
La versione del mito secondo Bulfinch, pubblicata per gli aristocratici americani in contemporanea con la comparsa in Germania dei primi sutdi di mitografia, presenta i miti nelle loro versioni letterarie, senza le informazioni non necessarie di violenza, sesso, psicologia o etnografia.
Le versioni di Bulfinch di questi miti sono tuttora insegnate in parecchie scuole pubbliche americane.
L'opera di Bulfinch Legends of Charlemagne, or Romance of the Middle Age fu tradotta in Thai dal principe Rajani Chamcharas, principe Bidyalongkorn di Thailandia, poco prima dello scoppio della seconda guerra mondiale.